# Ludwig Purtscheller
Ludwig Purtscheller (Innsbruck, 6 ottobre 1849 – Berna, 3 marzo 1900) è stato un alpinista austriaco.
Purtscheller ha realizzato numerose prime salite senza guida. All'epoca, XIX secolo, era considerato uno dei migliori conoscitori delle Alpi, dove ha scalato più di 1.700 vette.

## Biografia e imprese
Nel 1885, insieme a i fratelli Emil e Otto Zsigmondy, riuscì la traversata, aprendo una nuova via di accesso, della Meije nelle Alpi del Delfinato. Con i due fratelli Zsigmondy, aprì diverse nuove vie per altre vette: la Cima piccola delle Tre Cime di Lavaredo, l'Ortler, la parte orientale del Monte Rosa  e quella sud del Bietschhorn traversando il Cervino. Con Johann Punz di Ramsau effettuò la seconda traversata della parete orientale del Watzmann, il 12 giugno 1885.
Il 6 ottobre 1889, al loro secondo tentativo, Purtscheller e Hans Meyer conquistarono la cima del Kilimanjaro. Nel 1891, Purtscheller realizzò una spedizione nel Caucaso con Gottfried Merzbacher e le guide Kerer e Unterweser (Elbrus).
Purtscheller fu anche un pioniere dell'alpinismo "d'argento" nelle alpi marittime (specialmente nelle valli Stura e Gesso) cui si dedicò nel 1890 e ove conquistò diverse cime all'epoca inviolate. Le sue scalate, normalmente affrontate senza ausilio di guide, erano notevolissime per l'epoca vista la severità delle Marittime e la scarsissima documentazione disponibile all'epoca rispetto alle suddette vallate. Alcune prime scalate sulle montagne delle Alpi sud-occidentali furono compiute su: Asta soprana nel 1890, lo stesso anno conquistò in traversata la Rocca rossa e il Becco alto d'Ischiator. La cima Purtscheller, posta sulla celebre "Cresta Sigismondi all'Argentera" è stata nominata in questo modo i suo onore dopo la sua morte.
Purtscheller morì scalando l'Aiguilles du Dru nel Massiccio del Monte Bianco.

## Opere di Purtsheller
- (DE)  Über Fels und Firn , München 1901
- (DE)  Über Fels und Firn, Bd. 1: Ostalpen, Alpine Klassiker Bd. 7, hrsg. vom DAV, Bruckmann, München, 1987, ISBN 3-7654-2149-9
- (DE)  Über Fels und Firn, Bd. 2: Westalpen und außereuropäische Fahrten, Alpine Klassiker Bd. 8, hrsg. vom DAV, Bruckmann, München, 1987, ISBN 3-7654-2150-2